# Antoine Baumé

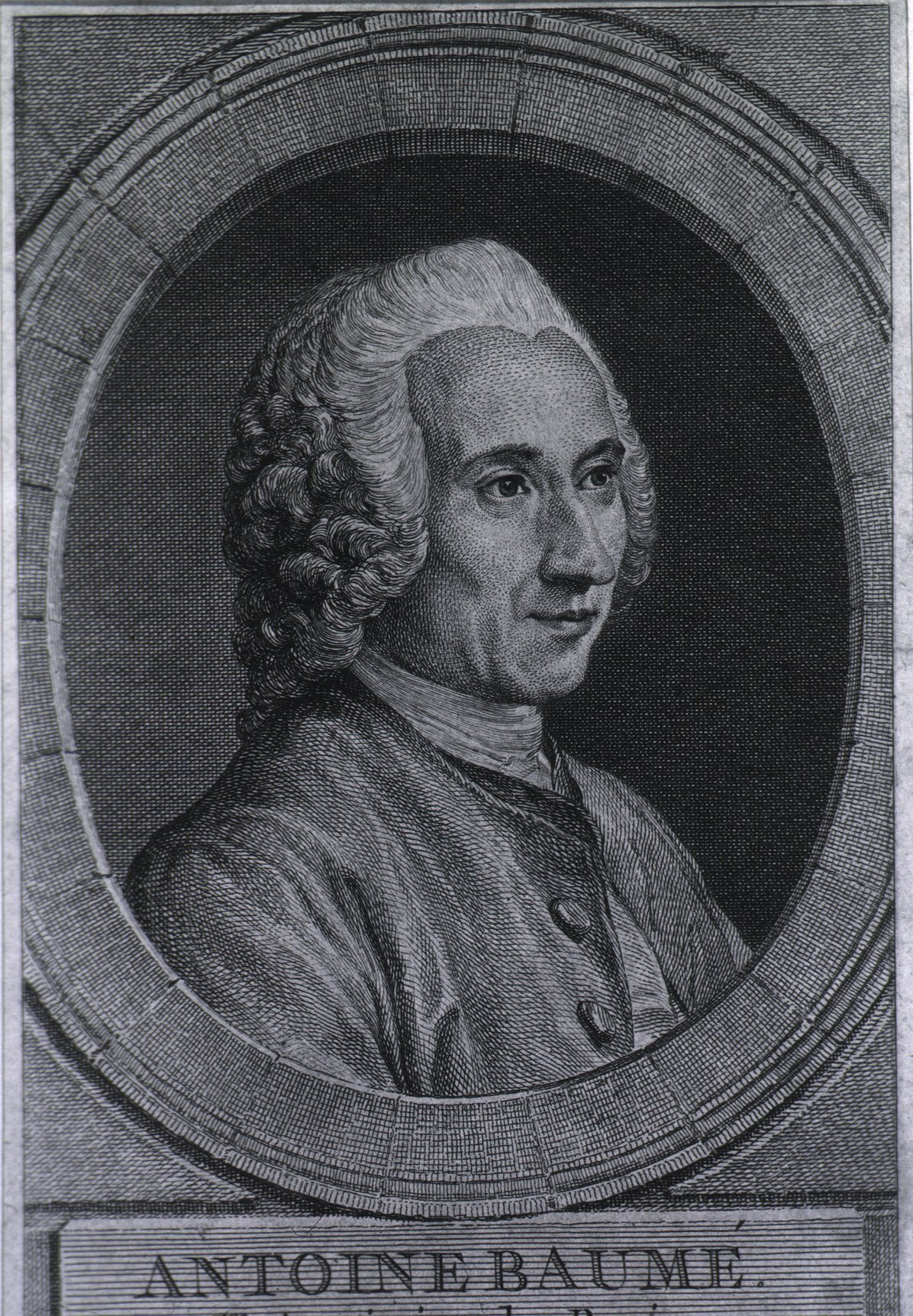
Antoine Baumé

Antoine Baumé (* 26. Februar 1728 in Senlis; † 15. Oktober 1804 in Paris) war ein französischer Chemiker und Pharmazeut, der ein Aräometer erfand, dessen Gradeinteilung nach ihm benannt wurde (Grad Baumé, Einheit °Bé).
Baumé war der Sohn eines Gastwirts, absolvierte eine Apothekerlehre in Compiegne und war ab 1745 in der Apotheke von Claude Joseph Geoffroy in Paris angestellt. Er führte nach der Meisterprüfung 1752 in Paris eine Apotheke, errichtete mit Geoffroy eine Fabrik für Ammoniumsalz und hielt ab 1761 mit Pierre Joseph Macquer Vorlesungen an einer mit diesem gegründeten chemisch-pharmazeutischen Schule, die für die Entwicklung der Chemie in Frankreich von großer Bedeutung war. 1770 bis 1780 untersuchte er als Eigentümer einer kleinen Chemiefabrik  Ton zur Porzellan-Herstellung, die Bleichung von Rohseide u. a. Er wurde 1787 Mitarbeiter des Collège de Pharmacie. 
Er isolierte Narkotin aus Opium (1762), synthetisierte Diethylether (1757) und stellte ab 1772 Calomel her (Quecksilberchlorid, als Medikament u. a. gegen Syphilis). Weiterhin untersuchte Baumé  die Wirkung und Entstehung von Kohlendioxid und Schwefelwasserstoff, analysierte Kaliumsulfat, Methan (Sumpfluft) und Wasser sowie die Kristallisation von Salzen.
Das von ihm entwickelte Skalenaräometer mit der Baumé-Skala machte es möglich, die Dichten von Schwefelsäure oder galvanischen Bädern zu bestimmen und wurde auch zur Messung des Alkoholgehalts benutzt. Auch verbesserte Destillationsgeräte und Lampenöfen wurden von Baumé konstruiert.
1762 veröffentlichte er ein weitverbreitetes Pharmazie-Lehrbuch (Éléments de pharmacie théorique et pratique).
Baumé war ab 1773 Mitglied der Académie des sciences.

## Werke

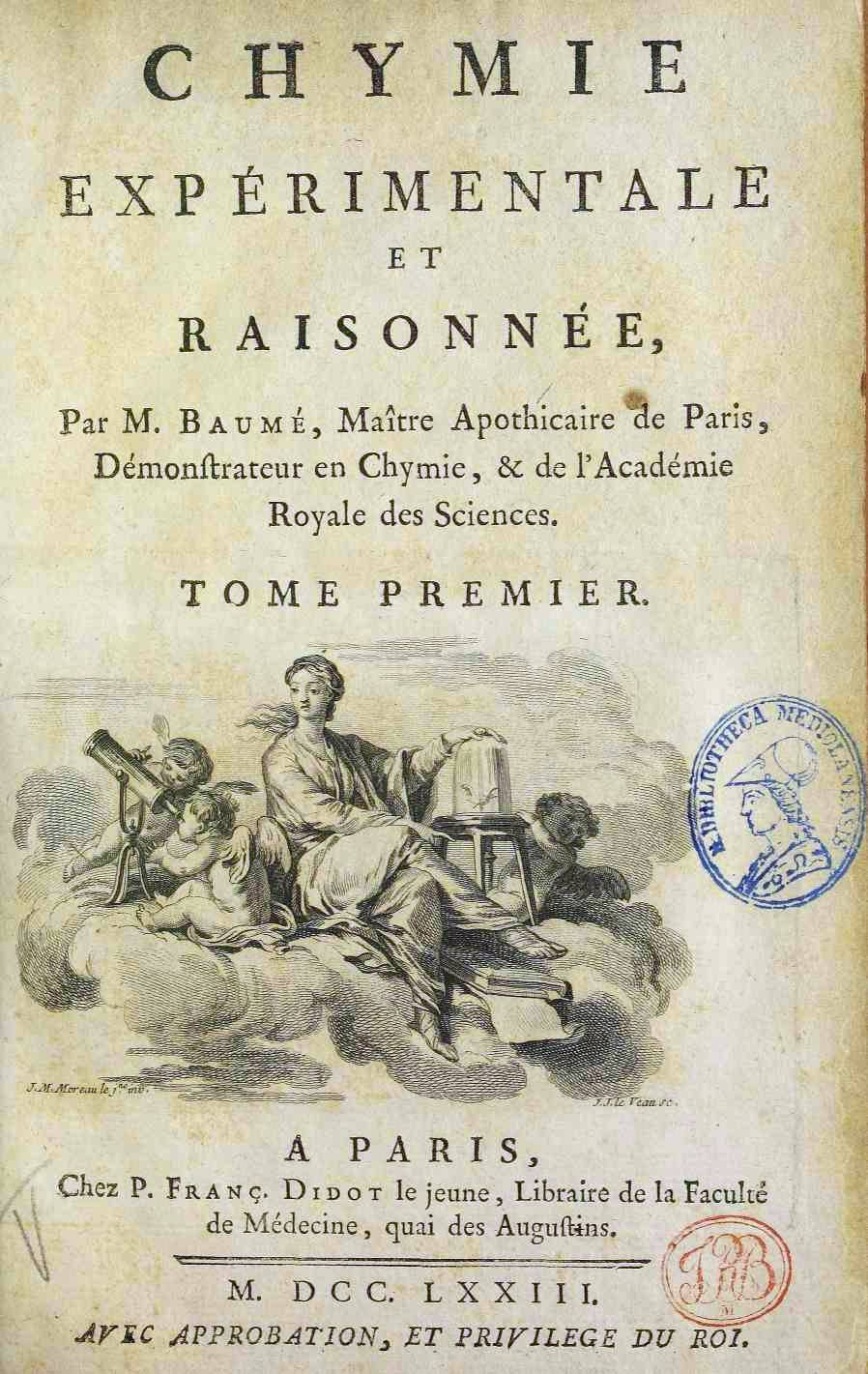
Chymie expérimentale et raisonnée, Band 1, 1773

- Dissertation sur l’æther: dans laquelle on examine les différens produits du mêlange de l’esprit de vin avec les acides minéraux. Jean-Thomas Hérissant, 1757, S. 332 (französisch, google.fr).
- Éléments de pharmacie théorique et pratique, 1762
  - Éléments de pharmacie théorique et pratique. C.N. Guillon-d’Assas, 1795, S. 835 (französisch, google.fr).
- Manuel de chymie ou exposé des opérations de la chymie et de leurs produits, 1763
  - Manuel de chymie, ou Exposé des opérations de la chymie et de leurs produits. Band 1766. P. F. Didot le jeune, S. 501 (französisch, google.fr).
- Dictionnaire des arts et métiers, 1766
- Chymie expérimentale et raisonnée. Band 1. Pierre François Didot (le jeune), Paris 1773 (französisch, beic.it).
- Chymie expérimentale et raisonnée. Band 2. Pierre François Didot (le jeune), Paris 1773 (französisch, beic.it).
- Chymie expérimentale et raisonnée. Band 3. P. F. Didot le jeune, 1773 (französisch, google.fr).
- Handbuch der Scheidekunst..., 1774
- Erläuterte Experimental-Chimie, Band 2. Fritsch, Leipzig 1775 Digitalisierte Ausgabe der Universitäts- und Landesbibliothek Düsseldorf
- Eléments de Pharmacie théorique et pratique. – Nouvelle Ed. - Samson, Paris 1770. Digitalisierte Ausgabe
- Eléments de Pharmacie théorique et pratique. – 3. ed. - Samson, Paris 1773. Digitalisierte Ausgabe
- Eléments de Pharmacie théorique et pratique. – 4. ed. - Paris : Samson, 1777. Digitalisierte Ausgabe
- Eléments de Pharmacie théorique et pratique. – 5. ed. - Paris : Samson, 1784. Digitalisierte Ausgabe der Universitäts- und Landesbibliothek Düsseldorf
- Mémoire sur la meilleure manière de construire les alambics et fourneaux. P. F. Didot le jeune, 1778, S. 128 (französisch, google.fr).
- Mémoires sur les argiles. 1796 (französisch).
- Mémoire sur les marrons d’Inde. 1797, S. 92 (französisch, google.fr).